# RR-444
A  RR-444 é uma rodovia brasileira do estado de Roraima. Essa estrada intercepta a BR-432.
Está localizada na região Nordeste do estado, atendendo ao município de Cantá e permitindo o acesso à Vila Confiança num total de 57,3 quilômetros.